# 郭伋
郭伋（前39年—47年），字细侯，右扶风茂陵人，东汉政治人物，父蜀郡太守郭梵。

## 生平
| 姓名           | 郭伋 |
| 時代           | 西汉時代 - 东汉時代 |
| 生没年         | 前38年（建昭元年） - 47年（建武二十三年） |
| 字・別号       | 細侯（字） |
| 本貫・出身地等 | 司隶右扶風茂陵县 |
| 職官           | 漁陽都尉（西汉）→上谷大尹（新） →并州牧（新）→左馮翊（更始） →雍州牧（东汉）→尚書令（东汉） →中山太守（东汉）→漁陽太守（东汉） →颍川太守（东汉）→并州牧（东汉） →太中大夫（东汉） |
| 爵位・号等     | - |
| 陣营・所属等   | 漢哀帝→漢平帝→孺子嬰→王莽→更始帝→光武帝 |
| 家族・一族     | 父：郭梵 |

郭伋为孝子。郭伋年幼胸怀大志，漢哀帝、漢平帝时征辟进大司空府，经过三度他進昇为渔阳郡都尉。王莽时代，为上谷郡大尹（太守），耿況后任朔調連率（上谷太守），郭伋转任并州牧。更始帝劉玄即位，更始二年（24年）遷都長安为了安定割据三輔的豪族，更始帝听说郭伋之名，任命他为左冯翊，鎮撫民衆。
建武元年（25年），光武帝劉秀即位，任命雍州牧，转任尚書令，多次向皇帝进諫言。建武四年（28年），转任中山太守，建武五年（29年），彭寵滅亡後，汉光武帝任命他为渔阳郡太守。当時漁陽郡王莽、彭寵時代影響下，盗賊蔓延。郭伋赴任，信賞必罰，盗賊首領陆续被誅杀，盗賊都被平定。匈奴多次進入郡界。郭伋整備兵士軍馬，定攻守之策，匈奴不敢進攻，民众安定。郭伋在任五年，户口翻一番。建武九年（33年），颍川郡发生盗賊，郭伋被任命为颍川太守。颍川山贼阳夏赵宏、襄城召吴知道郭伋前来，主动归降，郭伋放他们回去当农民。郭伋赦盗賊之罪，向光武帝自劾专擅，光武帝没有問罪。郭伋声望遠至江南、幽州、冀州，盗賊都先后投降。
建武十一年（35年），盧芳占据北方对抗东汉朝廷、郭伋被任命为并州牧，防御割据朔方郡的卢芳和匈奴。郭伋再次赴任同一地区，广施恩德。听说郭伋再次赴任，各县邑民衆不分老幼都很欢迎。当時，朝廷很多人推薦郭伋为大司空，光武帝以郭伋对抗盧芳、匈奴责任重大，没有同意。郭伋知道难以簡单压制盧芳，于是严明烽火警戒，懸賞以待卢芳内部变乱。建武十二年（36年），他使卢芳的部下随昱胁迫卢芳降汉。后来，卢芳逃奔匈奴，东汉最终结束了新朝末年的割据，重新统一中国。
其後，郭伋乞骸骨，建武二十二年（46年），再被召为太中大夫，建武二十三年（47年）郭伋去世。享年八十六岁。

## 延伸阅读
[在维基数据编辑]
 《後漢書·卷31》，出自范晔《後漢書》
 《東觀漢記》